# Evaristo Gandarillas Gandarillas
Evaristo Gandarillas Gandarillas (Santiago, 1816-ibídem, 1896) fue un abogado y político chileno. 

## Vida
Fue hijo del político Joaquín Gandarillas Romero y de Juana de Gandarillas y Aránguiz. Estudió en el Instituto Nacional, egreso obteniendo el título de abogado en 1838.
Casado con María Dolores Larraín Gandarillas, tuvieron ocho hijos: José Víctor, Joaquín, Evaristo, Mercedes, Ramón, Teresa, Luisa, Fernando.
Era pelucón, Regidor de Santiago en varios períodos entre 1831 y 1845. Presidente General de las Conferencias de San Vicente de Paul; fundador de la Casa de Talleres de San Vicente de Paul.
Elegido diputado suplente, por Coelemu, periodo 1852-1855. Tuvo ocasión de reemplazar al diputado propietario.
Diputado suplente por La Victoria, periodo 1855-1858; se incorporó el 5 de julio de 1855.